# تنسيق المواقع المستدام

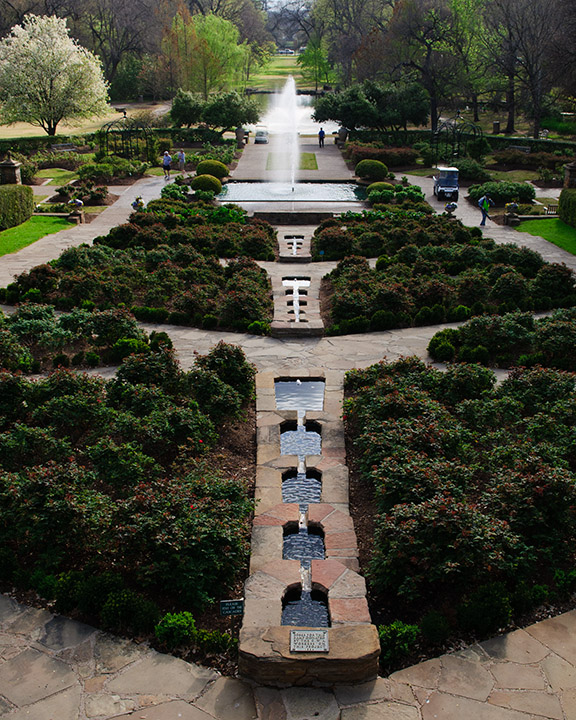
صورة من الطبيعة

تنسيق المواقع المستدام/المناظر الطبيعية المستدامة نوع حديث من البستنة أو تنسيق المواقع الذي يأخذ بعين الاعتبار موضوع الاستدامة البيئية. يشمل ذلك تصميم الحدائق السكنية والتجارية وبناءها وإدارتها، وفقًا للورلاين في عام 2009.

## التعريف
صُممت الحديقة المستدامة لتكون جذابة ومتوازنة مع المناخ المحلي والبيئة، ولتتطلب الحد الأدنى من مدخلات الموارد، إذ يجب أن يكون التصميم «عمليًا، وناجع التكلفة، وممتعًا بصريًا، وصديقًا للبيئة، ويمكن صيانته». يولي هذا التصميم- كجزء من التنمية المستدامة- اهتمامًا وثيقًا للحفاظ على الموارد المحدودة، والحد من النفايات، ومنع تلوث الهواء والماء والتربة. يعدّ كل من السماد، والإخصاب، والإدارة المتكاملة للآفات، واستخدام النبات المناسب في المكان المناسب، والاستخدام المناسب للعشب والحدائق الجافة (البستنة المائية الرشيدة)، عناصر لتنسيق المواقع المستدامة.

## المنافع
يمكن أن تساعد الاستدامة شركات تنسيق المواقع التجارية الحضرية في توفير المال. لا تفوق الحدائق في كثير من الأحيان تكلفة المدخلات مثل المياه والعمالة في كاليفورنيا، ومع ذلك، قد يساعد الاختيار المناسب للنباتات واختيار مواقعها بشكل صحيح، في ضمان انخفاض تكاليف الصيانة بسبب انخفاض المدخلات.
- طويلة الأمد.
- انخفاض استخدام المياه وعدم وجود جريان سطحي أو برك.
- حد أدنى من استخدام الأسمدة والمبيدات.
- استخدام المخلفات الخضراء.
- حفظ الطاقة والموارد.[4]

## المشاكل
تشمل قضايا الاستدامة الخاصة بتنسيق المواقع ما يلي:
- تنحية الكربون.
- التغير المناخي.
- حفظ المياه.
- استخدام الطاقة.

تشمل الممارسات غير المستدامة ما يلي:
- استهلاك الموارد غير المتجددة.
- انبعاثات غازات الاحتباس الحراري.

## الحلول
تشمل بعض الحلول:
- الحد من تصريف مياه الأمطار من خلال استخدام المستنقعات الحيوية وحدائق الأمطار والأسقف والجدران الخضراء.
- الحد من استخدام المياه في المناظر الطبيعية من خلال تقنيات الحدائق المائية الرشيدة (المعروفة أحيانًا بالحدائق الجافة).
- الترشيح البيولوجي للنفايات من خلال استحداث الأراضي الرطبة المبنية.
- الري باستخدام مياه الحمامات والمغاسل المعروفة بالمياه الرمادية.
- تقنيات إدارة الآفات المتكاملة لمكافحة الآفات.[5]
- خلق موائل للحياة البرية وتعزيزها في البيئات الحضرية.
- تصميم حدائق موفرة للطاقة من خلال التموضع المناسب، واختيار أشجار الظل، وإنشاء مصدات للرياح.[6]
- الرصف القابل للنفاذ لتقليل الجريان السطحي لمياه الأمطار، والسماح لمياه الأمطار بالتسرب إلى الأرض وتجديد المياه الجوفية بدلًا من التدفق إلى المياه السطحية.
- استخدام الأخشاب المقطوعة بشكل مستدام، ومنتجات الخشب المركب للتزيين واستخدامات الحدائق الأخرى، بالإضافة إلى استخدام الأخشاب البلاستيكية.[7]
- إعادة تدوير المنتجات، مثل الزجاج ومطاط الإطارات والمواد الأخرى، لإنشاء منتجات المناظر الطبيعية مثل أحجار الرصف والنشارة والمواد الأخرى.
- تقنيات إدارة التربة، بما في ذلك تسميد مخلفات المطبخ والفناء، للحفاظ على تربة صحية وتعزيزها، بهدف دعم تنوع حياة التربة.[8]
- إدماج الطاقات المتجددة واعتمادها، بما في ذلك الإضاءة التي تعمل بالطاقة الشمسية.
- تطوير بدائل الأعشاب، مثل البساتين الجافة، ومروج الأزهار، والمروج.[9]

### التصميم السليم
تتمثل إحدى خطوات تصميم الحدائق في إجراء «فحص الاستدامة» المشابه لتحليل موقع المناظر الطبيعية، الذي يقوم به مصممو تنسيق المواقع/المناظر الطبيعية في بداية عملية التصميم. ينبغي مراعاة عدة عوامل مثل حجم اللوت وحجم المنزل والعهود المحلية والميزانيات. تتضمن خطوات التصميم خطة أساسية وجرد الموقع وتحليله ووثائق البناء والتنفيذ والصيانة. من المهم النظر إلى الاعتبارات المتعلقة بظروف النمو في الموقع، وتشمل الميل نحو الشمس، ونوع التربة، وتدفق الرياح، والمنحدرات، والظل والمناخ، والهدف المتمثل بتقليل الري واستخدام المواد السامة، ويتطلب أيضًا اختيار النبات المناسب للموقع المحدد.
تأتي أهمية تنسيق المواقع المستدامة من مساهمتها في الحد من تأثير الإنسان على النظام البيئي المحيط، وليس فقط توفير المال. قد تؤدي زراعة الأنواع غير الأصلية في المناظر الطبيعية إلى إدخال أنواع نباتية غازية، كما تساهم في إدخال حياة برية جديدة لم تكن موجودة في النظام البيئي من قبل. يعد تغيير النظام البيئي مشكلة كبيرة، وتعد مساعدة الخبير في الحياة البرية والزراعة في المنطقة أمر مهم لتجنب ذلك.